# Frigga Brockdorff-Noder
Frigga Brockdorff-Noder geb. Bermann (* 27. August 1878 in Wien; † 14. Januar 1954 in München) war eine Schriftstellerin und Journalistin.

## Werdegang

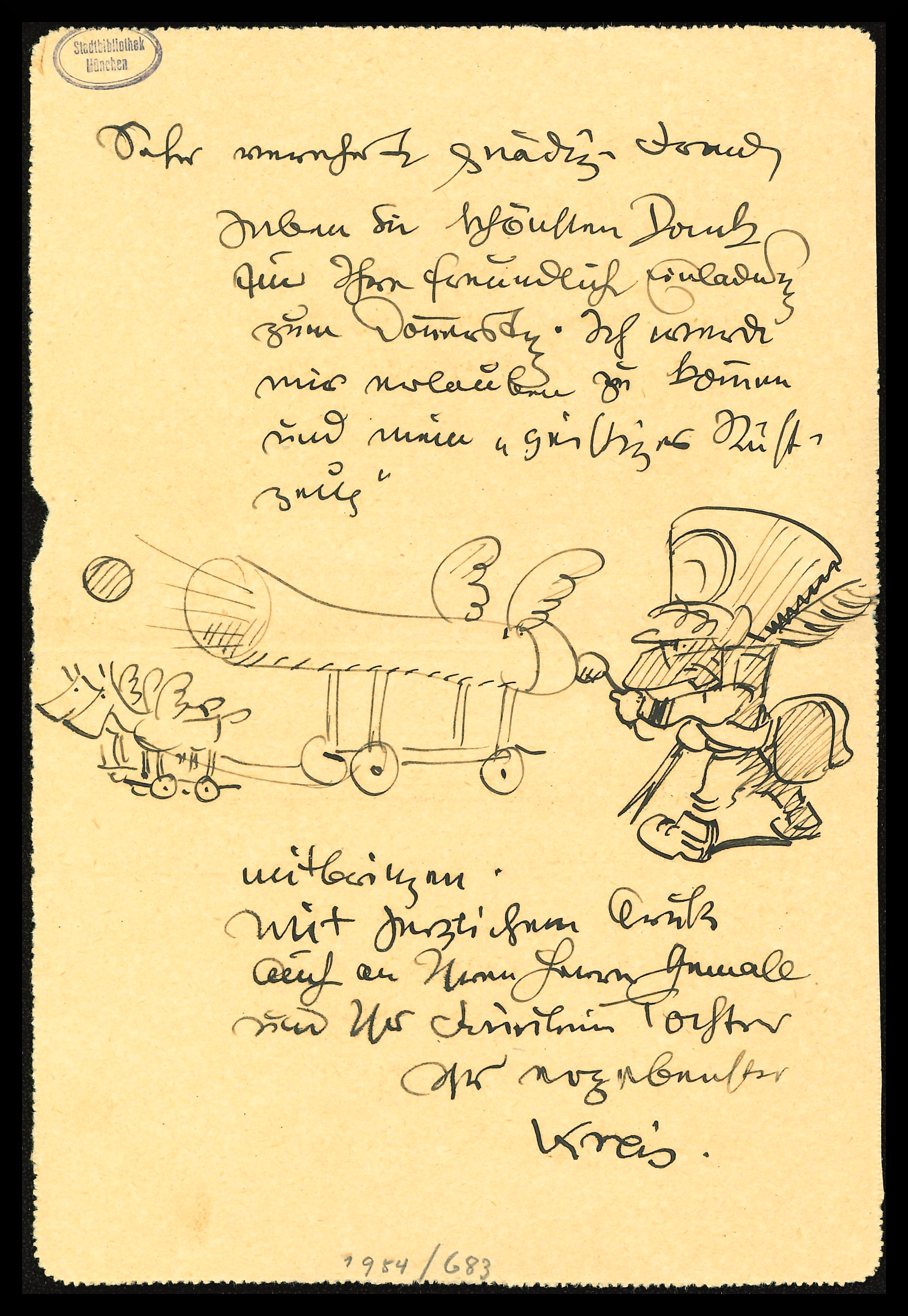
Brief von Julius Kreis mit Zeichnung an Frigga Brockdorff-Noder (undatiert)

Sie kam als Tochter des Wiener Buchhändlers David Bermann (1830–1896) und der Schriftstellerin Emma Fuchs (1851–1938) aus Budapest im Haus Wien I., Walfischgasse 14 zur Welt. Nach dem Tod ihres Vaters 1896 zog sie mit ihrer Mutter, die unter dem Namen Emma Hohenthal selbst schriftstellerisch tätig war, nach Berlin und heiratete 1900 in London den preußischen Aristokraten Rudolf von Brockdorff. In zweiter Ehe heiratete sie 1914 den praktischen Arzt und Schriftsteller Anton Noder in München.
Sie schrieb unter anderem gelegentlich für das Prager Tagblatt, für den Simplicissimus und zwischen 1905 und 1919 regelmäßig für die Jugend.
Während der Zeit des Nationalsozialismus wird Brockdorff-Noder als literarischer Flüchtling in der Schweiz erwähnt, die überwiegend journalistisch und übersetzerisch tätig war. Ihre Texte wurden schweizerischen Zeitschriften wie Neue Wege oder Die Garbe, einer Familienzeitschrift, veröffentlicht. Sie war zeitweise Mitglied im Schweizerischen Schriftstellerverein. Auch hatte sie Kontakte zu Schweizer Verlegern, die sie während und nach der NS-Zeit unterstützten.

## Ehrungen
- 1953: Verdienstkreuz (Steckkreuz) der Bundesrepublik Deutschland

## Veröffentlichungen (Auswahl)
Monografien
- Es wurde Tag – Es wurde Nacht. Novellen und Gedichte. 1905.
- Der Weg nach Taglaching. Gedichte. 1916.
- Mit leiser Stimme. Novellen. Merkurius-Verlag, Leipzig 1923.

Texte in Zeitschriften
- Frühsommer in Schwaben. Erzählung. In: Die Jugend. Band 20, Nr. 36, 1915, S. 690–692.
- Kleines Kaliber. In: Die Jugend. Band 21, 1916, S. 322 (jugend-wochenschrift.de).